# Tylecodon albiflorus
Tylecodon albiflorus är en fetbladsväxtart som beskrevs av P. Bruyns. Tylecodon albiflorus ingår i släktet Tylecodon och familjen fetbladsväxter. Inga underarter finns listade i Catalogue of Life.